# Teatro Carlo Felice

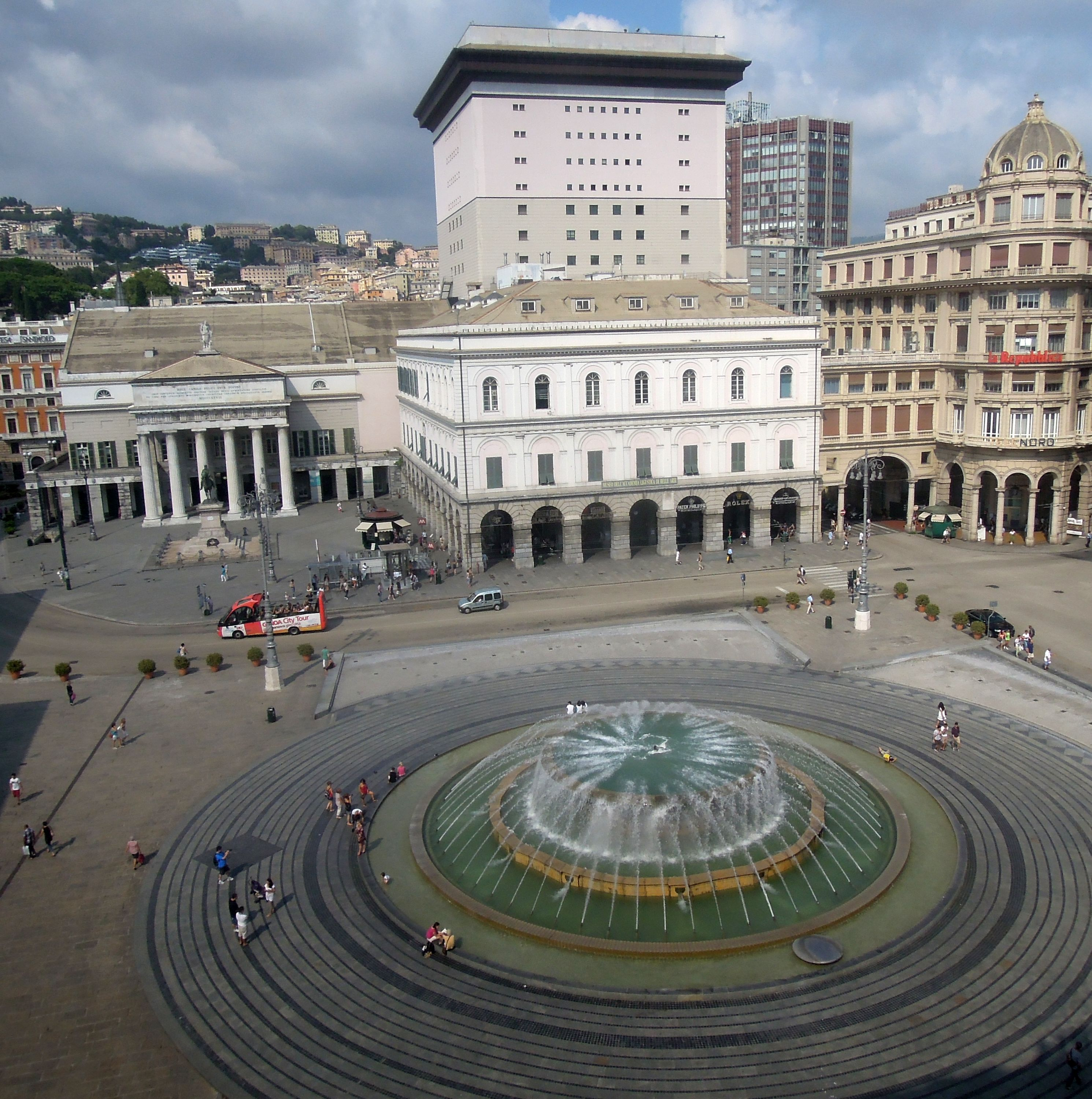
Vista del Teatre Carlo Felice a la plaça Ferrari

El Teatro Carlo Felice és la principal sala d'òpera de Gènova, Itàlia, utilitzat per a les actuacions d'òpera, ballet, música orquestral, i recitals. Es troba a la plaça De Ferrari.

## Història
La sala porta el nom de duc Carles Fèlix (Carlo Felice) i data del 24 de desembre de 1824, quan l'excel·lentíssim departament de teatre va ser establert. El 31 de gener de 1825, l'arquitecte local, Carlo Barabino, va presentar el seu disseny per a la casa de l'òpera que es construiria en la seu e l'església de San Doménico. Els frares dominicans es van traslladar fora d'ella i la primera pedra del nou edifici es va col·locar el 19 de març de 1826. L'obra inaugural va ser l'òpera de Bellini Bianca e Fernando que va tenir lloc el 7 d'abril de 1828, encara que l'estructura i decoració no estaven acabats. L'auditori dona cabuda a una audiència a la ratlla de 2.500 en cinc nivells -cadascun amb 33 compartiments-, a la part superior es troba una galeria. L'acústica es considera entre els millors de l'època.
Des de 1853 i durant quasi quaranta anys, Verdi va tenir forts vincles professionals amb el Teatre Carlo Felice. El 1892, Gènova va commemorar el 400 aniversari de Colom i la descoberta d'Amèrica i per celebrar l'ocasió, el teatre Carlo Felice va ser modificat i redecorat amb un cost de 420.000 lires. Verdi va ser elegit per compondre una òpera per a l'ocasió, però ell va declinar l'honor, amb l'excusa que era massa vell.

### Modificacions i reconstruccions
La sala es va modificar diverses vegades durant els anys 1859-1934, i es va mantenir indemne fins al 9 de febrer de 1941, quan els trets d'un vaixell de guerra britànic van afectar el sostre, deixant un gran forat a cel obert i destruint el sostre de l'auditori que havia estat un exemple únic de l'extravagància del segle xix, estant la seva principal característica un ampli cercle d'àngels, querubins i d'altres criatures alades brillantment pintades en alt relleu sobre el sostre.

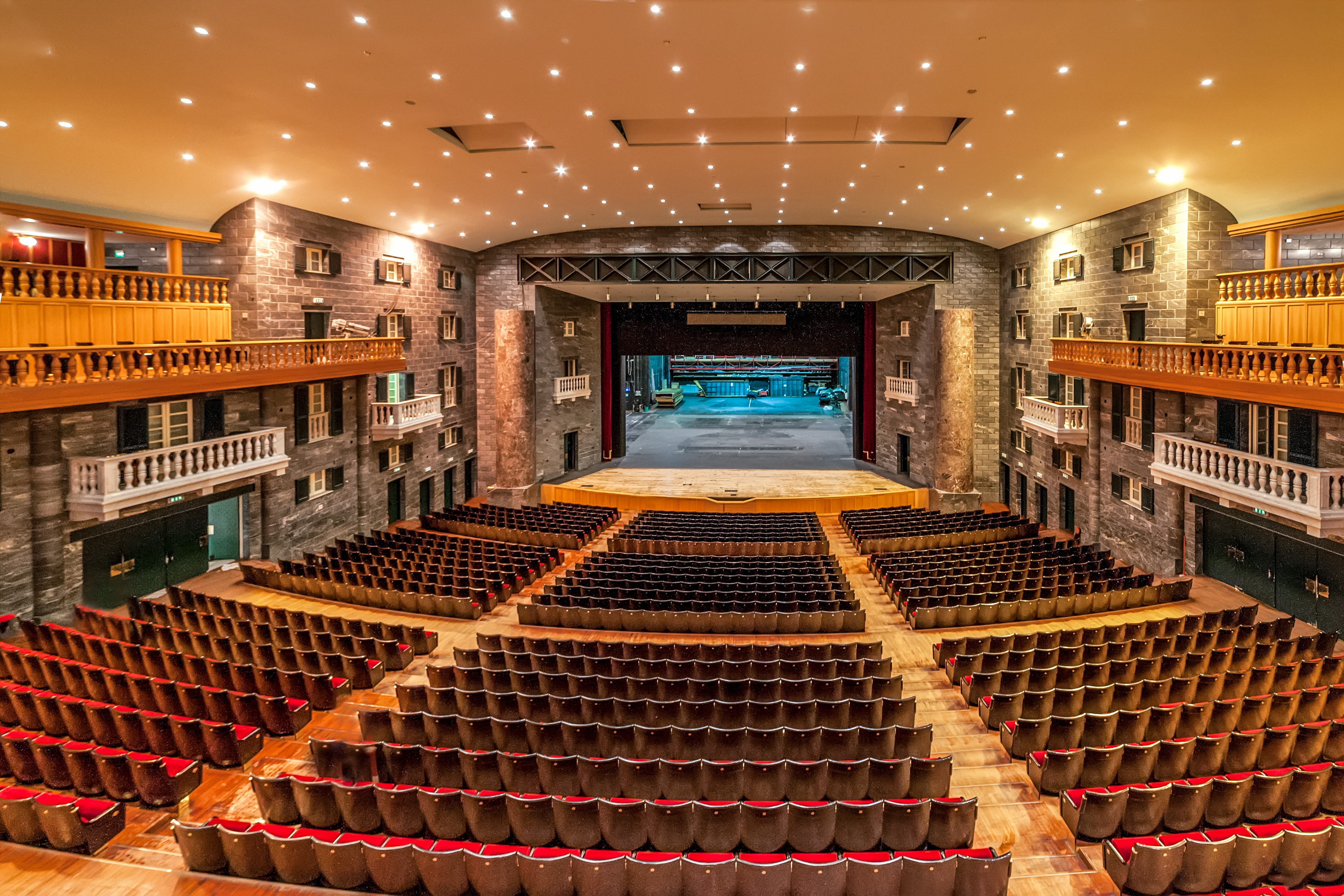
Interior del teatre.

L'edifici va patir nous danys el 5 d'agost de 1943, quan bombes de la Segona Guerra Mundial van iniciar un incendi que va destruir el backstage incloent tots els paisatges i els accessoris de fusta, però sense afectar l'auditori principal. Lamentablement més danys van ser causats pels saquejadors, que van espoliar a la part posterior del teatre de totes les desferres de metall que podien. Finalment, un atac aeri al setembre de 1944 va causar la destrucció de la part frontal del teatre deixant pràcticament solament les parets exteriors i els passadissos darrere les files de llotges intactes. Plans de reconstrucció es van iniciar immediatament després de la guerra. El primer disseny de Paolo Antonio Chessa (1951) va ser rebutjat, i el segon per Carlo Scarpa va ser aprovat el 1977, la seva prematura mort li va impedir fer-ho. Aldo Rossi va ser qui va realitzar la reconstrucció que veiem avui, en el que parts de la façana original s'ha recreat, però l'interior és completament modern. La sala va reobrir oficialment al juny de 1991, amb la composició d'un saló principal amb 2.000 seients i un petit auditori de fins a 200 seients.

## Estrenes absolutes al teatre
- 1828: Alina, regina di Golconda, melodrama de Gaetano Donizetti, llibret de Felice Romani
- 1828: segona versió de Bianca e Fernando, òpera de Vincenzo Bellini amb llibret de Domenico Gilardoni revisat per Felice Romani, estrenada primer a Nàpols en 1826
- 1828: Colombo, melodramma serio de Francesco Morlacchi amb llibret de F. Romani
- 1832: segona versió de Gabriella di Vergy, drama tràgic de Saverio Mercadante amb llibret d'Andrea Leone Tottola estrenada en 1828 a Lisboa
- 1832: segona versió d'Ipermestra, drama heroic de Saverio Mercadante, amb llibretista desconegut, estrenat a Lisboa en 1828
- 1834: nova versió d'Il diluvio universale, òpera seriosa de Gaetano Donizetti, llibret de Domenico Gilardoni
- 1840: Cristina di Svezia, òpera d'Alessandro Nini
- 1840: Gildippe ed Odoardo, melodrama d'Otto Nicolai amb llibret de Temistocle Solera
- 1841: Il trionfo delle donne, òpera de Pietro Raimondi
- 1842: Virginia, òpera d'Alessandro Nini
- 1843: Hernani, acció lírica d'Alberto Mazzucato amb llibret de Domenico Bancalari
- 1846: Malek Adhel, melodrama de Giuseppe Poniatowski amb llibret de Domenico Bancalari
- 1850: Amori e trappole d'Antonio Cagnoni, melodramma giocoso amb llibret de Felice Romani
- 1853: versió revisada de Le precauzioni, ossia Il carnevale di Venezia, òpera bufa d'Errico Petrella amb llibret de Marco D'Arienzo estrenada a Nàpols en 1851
- 1854: Don Carlo, òpera de Serafino De Ferrari amb llibret de Giovanni Penacchi, revisada com a Filippo II amb nou llibret de Raffaele Berninzone (1856)
- 1856: Le figlie di don Liborio, òpera bufa d'Antonio Cagnoni amb llibret de Francesco Guidi
- 1859: Il menestrello de Serafino De Ferrari, llibret de Raffaele Berninzone
- 1864: Il cadetto di Guascogna de Serafino De Ferrari, llibret de Raffaele Berninzone
- 1865: Amleto, tragèdia lírica de Franco Faccio i llibret d'Arrigo Boito
- 1870: Un capriccio di donna, melodramma serio d'Antonio Cagnoni amb llibret d'Antonio Ghislanzoni
- 1871: Papà Martin, òpera bufa d'Antonio Cagnoni, llibret d'Antonio Ghislanzoni)
- 1874: Salvator Rosa, drama líric de Carlos Gomes amb llibret d'Antonio Ghislanzoni
- 1892: Cristoforo Colombo, drama líric d'Alberto Franchetti amb llibret de Luigi Illica
- 1905: Mosè, poema dramàtic de Giacomo Orefice amb llibret d'Angiolo Orvieto
- 1908: Eidelberga mia!, òpera d'Ubaldo Pacchierotti amb llibret de W. Meyer-Forster i d'Alberto Colantuoni
- 1909: Una novella di Boccaccio, òpera de Domenico Monleone
- 1909: Il principe di Zilah, drama líric de Franco Alfano amb llibret de Luigi Illica
- 1910: Alba eroica de Domenico Monleone
- 1910: Tzigana, òpera sèria de Franco Leoni amb llibret de Paul Ferrier, traduït per Ettore Moschino
- 1916: Goffredo Mameli (Alba Italica), acció històrica de Ruggiero Leoncavallo amb llibret de Leoncavallo i Gualtiero Belvederi
- 1924: Sandha, òpera de Felice Lattuada
- 1926: Fauvette de Domenico Monleone
- 1928: Scheggio Campana de Domenico Monleone
- 1928: La danza del globo, opereta de Virgilio Ranzato
- 1933: La sveglia d'una notte, ossìa La ronda di notte del Rembrant de Domenico Monleone
- 1934: Le astuzie di Bertoldo, òpera de Luigi Ferrari Trecate amb llibret de C. Zangarini i O. Lucarini
- 1936: Giulio Cesare, drama musical de Gian Francesco Malipiero, amb llibret del mateix Malipiero
- 1938: La caverna di Salamanca, òpera de Felice Lattuada amb llibret de Valentino Piccoli
- 1940: L'intrusa, drama de Guido Pannain, llibret de Maurice Maeterlinck traduït per Romualdo Giani
- 1941: Lo stendardo di San Giorgio, melodrama de Marco Peragallo amb llibret de Giovacchino Forzano
- 1967: Vassìliev, òpera amb música i llibret de Luciano Chailly
- 1985: Pinocchio, òpera de Marco Tutino, llibret de Linda Brunetta.